# 1-800-Oświecenie
1-800-Oświecenie (zapis stylizowany: 1-800-OŚWIECENIE) – szósty album studyjny polskiego rapera Taco Hemingwaya. Został wydany 22 września 2023 nakładem wytwórni 2020.
1-800-Oświecenie jest albumem koncepcyjnym, w którym Taco Hemingway wciela się w prezentera prowadzącego nocną audycję radiową. W przerywnikach między utworami rozmawia z dzwoniącymi do niego słuchaczami, którzy zwierzają się ze swoich problemów. Krytycy muzyczni intepretowali album jako próbę terapii i zmierzenia się ze swoimi problemami. W piosenkach poruszane są tematy takie jak przemijanie, nostalgia za młodością, rozczarowanie dorosłością, zdrowie psychiczne, uzależnienia, krytyka konsumpcjonizmu czy potrzeba osiągnięcia tytułowego oświecenia.
1-800-Oświecenie zebrał mieszane recenzje. Krytycy chwalili jego konceptualność i tematykę utworów, jednak krytykowali za wtórność Taco Hemingwaya. Album pobił rekord największej liczby odsłuchań pośród polskich użytkowników serwisu strumieniowego Spotify w przeciągu jednego dnia. Zadebiutował na pierwszych miejscach list sprzedaży OLiS, OLiS – albumy fizycznie i OLiS – albumy w streamie. Związek Producentów Audio-Video certyfikował go diamentową za sprzedaż 150 tysięcy egzemplarzy. Album był najlepiej sprzedającą się płytą w Polsce w 2023 roku.
W maju i czerwcu 2024 roku odbyła się promująca go trasa koncertowa 1-800-Tour.

## Nagranie i wydanie
Album był łącznie nagrywany przez 254 godziny. 17 sierpnia 2023 Taco Hemingway ogłosił jego tytuł i datę premiery, opisując go jako album koncepcyjny. Równocześnie rozpoczęła się jego przedsprzedaż. 11 września 2023 opublikował listę utworów wraz z informacjami, w których z nich pojawią się wykonawcy gościnni, ale bez ich nazwisk bądź pseudonimów. Album został wydany 22 września 2023.

## Charakterystyka muzyczna i interpretacja

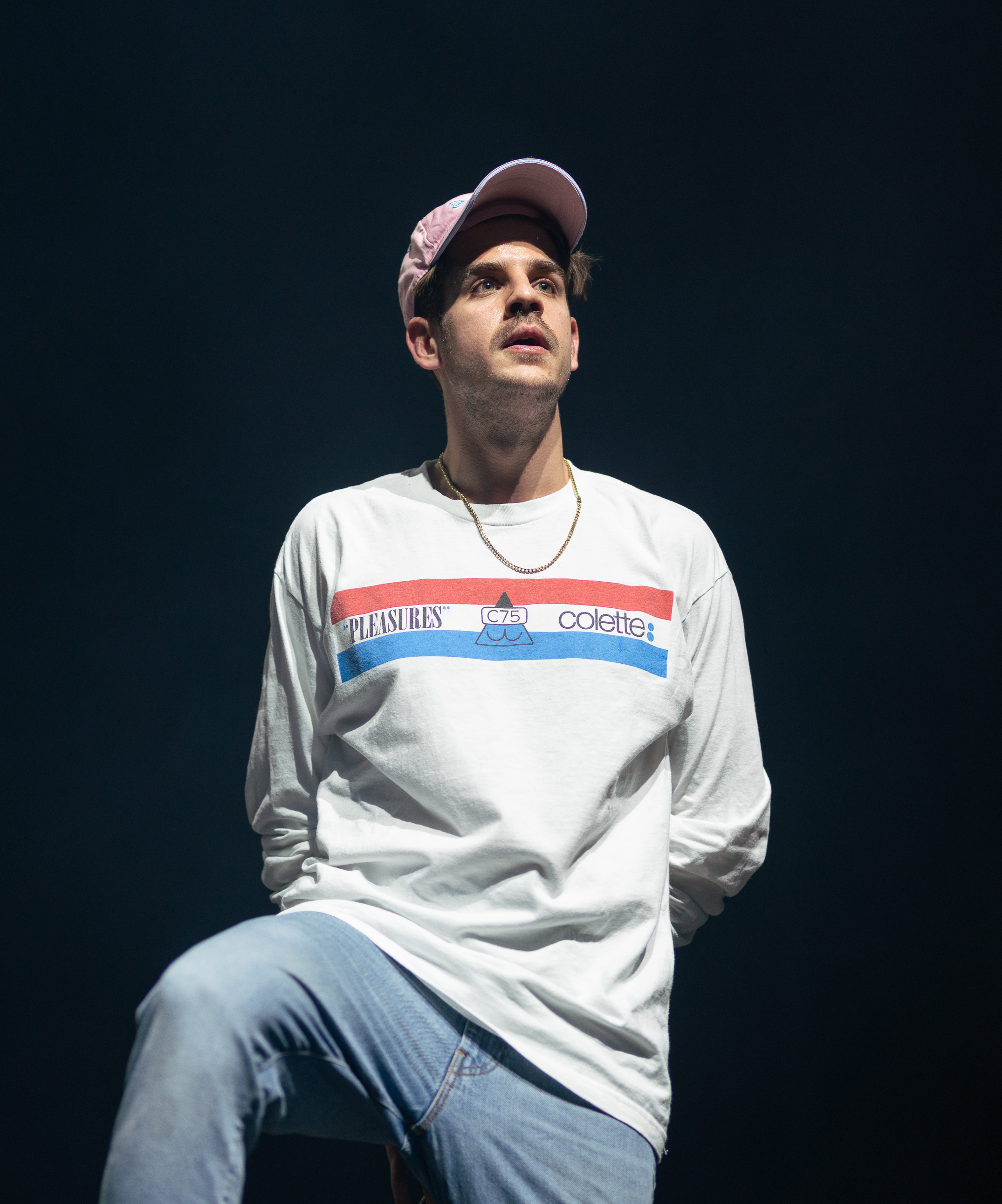
Taco Hemingway (2018)

1-800-Oświecenie jest albumem koncepcyjnym. Taco Hemingway z obniżonym głosem wciela się w prezentera, prowadzącego o północy audycję 1-800-Oświecenie w Radiu Marmur. Utwory są przeplatane przerywnikami, w których dzwonią do niego słuchacze, by dzielić się swoimi problemami. W przerywniki wplecione są dżingle radiowe, w których wypowiadają się artyści występujący na albumie gościnnie. Numer 1-800 w tytule nawiązuje do darmowych linii telefonicznych w Stanach Zjednoczonych, wykorzystywanych przez firmy i organizacje pomocowe. Recenzenci porównywali koncepcję audycji radiowej do albumu The Weeknda Dawn FM.
Bartek Chaciński z „Polityki” nazwał album „uniwersalną opowieścią o przemijaniu” oraz „szczerą i prostą opowieścią o samym autorze”. Fragmenty audycji radiowej zinterpretował jako rozmowę Taco Hemingwaya ze sobą samym, której głównym motywem jest nostalgia za latami 90. Koncepcję podkreślają jego zdaniem muzyczne nawiązania do tamtej dekady: beaty w stylu komercyjnego radia oraz wykorzystane sample. Jarosław Szubrycht z „Gazety Wyborczej” ocenił, że 1–800–Oświecenie to „rzecz o piekle ambicji, pułapce konsumpcjonizmu i o tym, że kiedyś było lepiej”. Joanna Barańska z portalu Onet.pl napisała: „Sam tytuł albumu jest przewrotny: na poprzednich krążkach Hemingway poszukiwał i wciąż nie wiedział, co jest dla niego dobre. A Oświecenie, według Kanta, to wyjście z niedojrzałości i niewiedzy”. Według Marcina Flinta z serwisu Interia album jest „o tym, że gubimy siebie w tym natłoku bodźców i nakręcamy spirale oczekiwań. Głównie to, plus egzystencjalizm okrojony do mema”.
Konrad Chwast z portalu „Spider’s Web” zinterpretował 1-800-Oświecenie jako obraz kryzysu i ucieczki przed sobą, nazywając go płytą „o przemijaniu” i „terapeutyczną”. Anna Rączkowska z magazynu „Empik Pasje” oceniła, że głównym motywem albumu jest terapia ze sobą samym i mierzenie się z największymi lękami, takimi jak wypalenie, rozczarowanie dorosłością, przemijanie, izolacja, autokrytyka i potrzeba oświecenia. Raportażysta z serwisu Going App zinterpretował audycję radiową jako „publiczny telefon zaufania”, dodając: „Taco kolejny raz wchodzi w rolę lustra, w który przeglądają się problemy przeciętnego obywatela XXI wieku. Czasem podchodzi do nich ironicznie, czasem prześmiewczo, ale cały czas z poszanowaniem tego, że to problemy”. Bartłomiej Pindal z portalu All Albout Music napisał, że w albumie jest „zawarta kwintesencja polskości i rozterek pokolenia, które nie ma nic do powiedzenia”, nawiązując do słów z utworu Taco Hemingwaya „Wosk” z minialbumu pod tym samym tytułem (2016): „Jestem głosem pokolenia, które nie ma nic do powiedzenia.

### Utwory
W rozpoczynającym album utworze „Wielkomiejska bezsenność” Taco Hemingway jako prezenter radiowy opisuje audycję jako „lek na wielkomiejską bezsenność”. Pierwszym słuchaczem, z którym rozmawia, jest on sam, skarżący się na problem z powrotem do pracy po 1000 dniach urlopu. Nawiązuje w ten sposób do 1000 dni, które minęły od premiery jego ostatniego solowego albumu, Europy (2020). W kolejnym utworze, „1-800-Oświecenie”, rapuje o tym, jak wyglądało jego życie w okresie przerwy. W piosence „Cichosza”, zawierającej sampel z utworu Grzegorza Turnaua pod tym samym tytułem, porusza temat milczenia mężczyzn w Polsce na temat zdrowia psychicznego. Kolejny utwór, „Gelato”, dotyczy przemijających wakacji i prób łapania ostatnich chwil lata. Krytycy porównywali go do albumu Pocztówka z WWA, lato ’19 (2019). „Może to coś zmieni?”, zawierający sampel z singla Edyty Bartosiewicz „Jenny”, porusza temat uzależnień i prób przewalczenia ich, na przykład poprzez uczęszczanie na zajęcia fitness i zmianę diety.
Następny utwór, „Pakiet Platinium”, stanowi komentarz na temat konsumpcyjnego stylu życia. Marek Fall z newonce.radio nazwał go „piosenką o iluzji rzeczywistości reklamowej”. Joanna Barańska z portalu Onet.pl wskazała w nim stylistyczne nawiązania do twórczości Łony i Webbera oraz zwróciła uwagę, że w tekście Taco Hemingway nazywa się luddystą, nawiązując do swojego przytłoczenia tempem wyznaczanym przez konsumpcjonizm. Marcin Flint z Interii scharakteryzował nagranie jako „aktorskie, afektowane, całe szyte z polskiej muzyki festiwalowo-estradowej”. Fall sklasyfikował kolejny utwór, „Makarena Freestyle”, jako trap z gitarowym riffem, zaś Niko Graczyk z portalu Noizz.pl nazwał jego beat „postpunkującym”. Michał Jarecki z serwisu Spider’s Web napisał: „całość ostatecznie sprowadza się do tego, że chłop przez chwilę w siebie wątpił, ale już przestał i znowu jest przekonany o swojej wybitności”. Maja Kozłowska z portalu Vibez wskazała w kolejnej piosence, „Mixie sałat”, stylistyczne podobieństwo do „Dele” z minialbumu Szprycer (2017). Fall sklasyfikował ją jako synthwave i napisał, że utwór „jest o ślepej pogoni za tym, żeby upgrade’ować samego siebie”. Graczyk zinterpretował, że dotyczy on „presji na idealne życie”. Barańska napisała, że piosenka dotyczy wypalenia i zmęczenia millenialsów, którzy usiłują je zamaskować podążaniem za trendami czy próbą podjęcia zdrowego trybu życia. Karol Górski z portalu TVN24.pl nazwał ją aktualizacją utworu „Białkoholicy” z minialbumu Umowa o dzieło (2015).
„Codziennie” porusza temat uzależnień. Fall porównał go do utworu „Wódka” zespołu Kult, wskazując na powtórzenie motywu z „Może to coś zmieni?”. W „1000 dni freestyle” Taco Hemingway wymienia swoje hip-hopowe inspiracje. „Nametag” dotyczy trudności z zapamiętywaniem imion nowo poznanych osób. Bartek Chaciński z „Polityki” ocenił, że utwór „zdecydowanie wykracza poza ramy opowieści o nostalgii pokoleniowej”. „Całe lata” dotyczy tęsknoty za utraconą młodością i metaforycznej inflacji, przez którą wakacje zdają się trwać krócej niż dawniej. „Niedziela” dotyczy przemijania i zawiera wspomnienia życia w dzieciństwie. Fall napisał, że w utworze Taco Hemingway i schafter „wracają do epoki, gdy się z dilerem umawiało na Gadu-Gadu i przywołują atmosferę napięcia towarzyszącą wieczorowi poprzedzającemu rozpoczęcie kolejnego tygodnia”. W „Main Stage Freestyle” raper przeplata zwrotki w języku polskim i angielskim, dotyczące zjawisk kulturowych i społecznych. Wspomina między innymi występy na głównej scenie Open’er Festivalu i tworzenie supergrupy club2020. Graczyk nazwał utwór „drillowym”, zaś Kozłowska „agresywnym”. Barańska napisała: „Hemingway porzuca przytłaczającą atmosferę obecną w poprzednich punktach tej listy i wybiera czysto poetyckie bawienie się stylem”, a także „zrzuca płaszcz Konrada millenialsów”. W kończącym album „Eineceiwśo 008-1” raper wizualizuje swoją przyszłość jako niewiadomą.

## Odbiór

### Krytyczny
Bartek Chaciński z „Polityki” ocenił: „Chociaż sama zewnętrzna forma 1-800-Oświecenie jest trochę za bardzo łopatologiczna (utwory bez przerywników mówiłyby to, co trzeba), to wystarczająco dużo w tym materiale prawdy, żeby całość przyjąć za dobrą monetę”. Joanna Barańska z portalu Onet.pl napisała: „Nie jest to najlepszy album w jego karierze, ale nawet średni Taco Hemingway wybija się na tle reprezentantów polskiego rapu, którzy uważają, że wystarczy agresywna nawijka o kasie i erotycznych podbojach (…). To mocny, gęsty album z ciekawymi tekstami, które potrafią wybić człowieka ze spokojnej stagnacji słuchania”. Konrad Siwik z serwisu Vibez ocenił: „Może i nie jest to opus magnum Filipa i być nim nie musi. Natomiast z pewnością jest to płyta inteligencka z teksami, które nie kręcą się wokół hajsu, hedonizmu, haremu czy innych błahostek, na których skupia się większość raperów”. Marek Fall z newonce.radio napisał, że Taco Hemingway „wraca do formy, która pozwoliła mu wcześniej wyrosnąć na jedną z najważniejszych postaci swojego pokolenia na scenie”. Maciej Skorupa z „Przeglądu Sportowego” wyraził opinię: „to jeden z najmocniejszych faworytów do miana «płyty roku» w Polsce”. Szymon Bojdo z czasopisma „Więź” nazwał album arcydziełem, dodając: „Płyta 1-800 Oświecenie nie tylko zrobiła mi dzień. Ona do mnie wraca, niepokoi, wzrusza i rozśmiesza. Wytrąca z samozadowolenia”.
Raportażysta z serwisu Going App napisał: „Czuć w tym zajawkę i bardzo zdrowo nasyconą kreatywność (…). Nawet jeśli nie jest idealny, to na pewno kolejny album w jego dorobku, który z perspektywy czasu będzie postrzegany jako wyjątkowe, fascynujące dzieło”. Bartłomiej Pindel z portalu All About Music ocenił: „To jedna z lepszych pozycji w jego bogatym katalogu i warto było na nią czekać”. Maja Kozłowska z Vibez oceniła album pozytywnie, chwaląc występy artystów gościnnych, jednak skrytykowała Taco Hemingway za „zmęczenie materiałem, lekką stagnację i powtarzalność”. Karol Górski z TVN24.pl skomplementował postęp techniczny rapera i mnogość poruszanych tematów, ale skrytykował koncepcję audycji radiowej.
Marcin Flint z serwisu Interia ocenił, że Taco Hemingway „warsztatowo nigdy nie był lepszy”, jednak skrytykował album za „rozłażący się” repertuar oraz „wtórną i nieprzekonującą” koncepcję audycji radiowej, dodając: „To jest muzyka dla ludzi niesłuchających muzyki. Przeterminowana ściągawka z rzeczywistości dla tych, którzy bardzo za nią nie nadążają”. Niko Graczyk z portalu Noizz.pl nazwał album „wyraźnym spadkiem formy” i skrytykował wtórność muzyczną Taco Hemingwaya, a przerywniki imitujące audycję radiową ocenił jako rozwiązanie leniwe i irytujące. Jakub Wojakowicz z portalu Rytmy.pl nazwał album przeciętnym, pisząc: „Ma swoje momenty, dość ciekawy koncept, świetne podkłady i dobrego rapera za sterami. Ale jednak rapera, który – jak sam przyznaje – nie wiem, czy ma mi jeszcze coś ciekawego do powiedzenia”. Konrad Chwast z portalu „Spider’s Web” ocenił: „Niestety mimo uroczego konceptu i terapeutycznej ucieczki w przeszłość, płycie po prostu brakuje wigoru, dobrych wersów, a także – co chyba najbardziej rzuca się w oczy – intelektualnej uczciwości”.

### Komercyjny
W dniu premiery 1-800-Oświecenie pobił rekord najczęściej odtwarzanego w przeciągu jednego dnia albumu pośród polskich użytkowników serwisu strumieniowego Spotify, należący wcześniej do Młodego Matczaka Maty z 2021. 22 pochodzące z niego utwory znalazły się na pierwszych 25 pozycjach dziennej listy najczęściej słuchanych utworów na Spotify w Polsce (pozostałe nie były notowane ze względu na zbyt krótki czas trwania). Sam Taco Hemingway pobił rekord najczęściej odtwarzanego w ciągu jednego dnia artysty pośród polskich użytkowników, a także zajął 70. miejsce rankingu najczęściej słuchanych w tym dniu wykonawców w skali globalnej. 1-800-Oświecenie zajął trzecie miejsce na liście najlepszych debiutów albumów na Spotify na świecie przez weekend 22–24 września 2023, ustępując tylko Scarlet Dojy Cat i Tec Lil Tecci, a wyprzedzając między innymi Tension Kylie Minogue. W podsumowaniu tygodnia 22–28 września 2023 zajął 29. miejsce rankingu najpopularniejszych albumów na Spotify w skali globalnej.
Przez pierwszą dobę przedsprzedaży 1-800-Oświecenie został kupiony w ponad 15 tysiącach egzemplarzy, co odpowiada certyfikatowi złotej płyty, przyznawanemu przez Związek Producentów Audio-Video (ZPAV). ZPAV wydał certyfikat 4 października 2023, zaś dzień później przyznał platynową płytę za 30 tysięcy sprzedanych egzemplarzy. 18 października 2023 certyfikował album podwójnie platynową płytą za sprzedaż 60 tysięcy egzemplarzy, 24 stycznia 2024 potrójnie platynową za 90 tysięcy egzemplarzy, zaś 5 czerwca 2024 poczwórnie platynową za 120 tysięcy egzemplarzy.
Album zadebiutował na pierwszych miejscach list sprzedaży publikowanych przez ZPAV: OLiS, OLiS – albumy fizycznie i OLiS – albumy w streamie. Równocześnie 14 pochodzących z niego utworów (wszystkie poza mówionymi przerywnikami) zajęło pozycje od 1. do 22. notowania OLiS – single w streamie. Album spędził łącznie trzy tygodnie po premierze na pierwszych miejscach OLiS i OLiS – albumy fizycznie oraz cztery na pierwszym miejscu OLiS – albumy w streamie.
Według danych ZPAV, 1-800 Oświecenie był najpopularniejszym albumem w 2023 roku, w tym najpopularniejszy w sprzedaży fizycznej i 14. w skali odtworzeń w serwisach strumieniowych.

### Nagrody i nominacje
| Plebiscyt               | Data                 | Kategoria                         | Rezultat  | Źr.           |
| ----------------------- | -------------------- | --------------------------------- | --------- | ------------- |
| Bestsellery Empiku 2023 | 13 lutego 2024(dts)  | Muzyka: rap i hip-hop             | Wygrana   | [ 44 ]        |
| Fryderyki 2024          | 22 marca 2024(dts)   | Album roku hip-hop                | Nominacja | [ 45 ]        |
| Popkillery 2024         | 4 kwietnia 2024(dts) | Album roku (gremium)              | Nominacja | [ 46 ] [ 47 ] |
| Popkillery 2024         | 4 kwietnia 2024(dts) | Album roku (nagroda publiczności) | Wygrana   | [ 46 ] [ 47 ] |
| Popkillery 2024         | 4 kwietnia 2024(dts) | Okładka/wydanie roku              | Nominacja | [ 46 ] [ 47 ] |

## Promocja
26 sierpnia 2023 Taco Hemingway wystąpił gościnnie podczas koncertu Dawida Podsiadły na stadionie PGE Narodowym w Warszawie, gdzie wykonali przedpremierowo utwór „Całe lata”.

### Single
17 sierpnia 2023 odbyła się premiera promującego album podwójnego singla z utworami „Gelato” i „Makarena Freestyle”. Równocześnie ukazał się teledysk do pierwszego z nich. Premiera wideoklipu do drugiego odbyła się później tego samego dnia. Piosenki dotarły kolejno do 2. i 4. miejsca notowania OLiS – single w streamie najpopularniejszych utworów w serwisach strumieniowych na terenie Polski, a także kolejno do 2. i 3. pozycji listy Poland Songs „Billboardu”.

### 1-800-Tour
18 września 2023 Taco Hemingway ogłosił trasę koncertową 1-800-Tour promującą album. Ostatni występ w jej ramach odbył się na PGE Narodowym i był pierwszym w historii stadionu wyprzedanym solowym koncertem rapera (wcześniej, w 2019 roku, został wyprzedany zorganizowany na nim wspólny koncert Taco Hemingwaya i Dawida Podsiadło).
| Data            | Miejscowość | Obiekt                            |
| --------------- | ----------- | --------------------------------- |
| 17 maja 2024    | Katowice    | Międzynarodowe Centrum Kongresowe |
| 19 maja 2024    | Poznań      | Międzynarodowe Targi Poznańskie   |
| 24 maja 2024    | Gdańsk      | Ergo Arena                        |
| 7 czerwca 2024  | Wrocław     | Hala Stulecia                     |
| 8 czerwca 2024  | Wrocław     | Hala Stulecia                     |
| 15 czerwca 2024 | Kraków      | Tauron Arena Kraków               |
| 22 czerwca 2024 | Warszawa    | PGE Narodowy                      |

## Lista utworów
Opracowano na podstawie poligrafii dołączonej do albumu i metadanych w serwisie Tidal.
| Lista utworów edycji fizycznej | Lista utworów edycji fizycznej           | Lista utworów edycji fizycznej                               | Lista utworów edycji fizycznej | Lista utworów edycji fizycznej |
| Nr                             | Tytuł utworu                             | Autorstwo tekstu                                             | Produkcja muzyczna             | Długość                        |
| ------------------------------ | ---------------------------------------- | ------------------------------------------------------------ | ------------------------------ | ------------------------------ |
| 1.                             | „Wielkomiejska bezsenność”               | Taco Hemingway                                               | Zeppy Zep                      | 1:55                           |
| 2.                             | „1-800-Oświecenie”                       | Taco Hemingway                                               | Rumak                          | 3:13                           |
| 3.                             | „Cichosza” (gościnnie: Otsochodzi)       | Taco Hemingway, Otsochodzi, Grzegorz Turnau, Michał Zabłocki | Zeppy Zep                      | 4:06                           |
| 4.                             | „Gelato”                                 | Taco Hemingway                                               | Rumak                          | 3:40                           |
| 5.                             | „Może to coś zmieni?”                    | Taco Hemingway, Edyta Bartosiewicz                           | @atutowy, Borucci              | 3:08                           |
| 6.                             | „Pakiet Platinium”                       | Taco Hemingway                                               | Rumak                          | 4:11                           |
| 7.                             | „Makarena Freestyle”                     | Taco Hemingway                                               | Rumak                          | 4:32                           |
| 8.                             | „Mix sałat” (gościnnie: Daria Zawiałow)  | Taco Hemingway, Daria Zawiałow                               | Zeppy Zep                      | 3:38                           |
| 9.                             | „Codziennie”                             | Taco Hemingway                                               | @atutowy                       | 2:34                           |
| 10.                            | „1000 dni freestyle”                     | Taco Hemingway                                               | Zeppy Zep                      | 1:56                           |
| 11.                            | „Nametag” (gościnnie: schafter i Oki)    | Taco Hemingway, Oki, schafter                                | @atutowy                       | 3:47                           |
| 12.                            | „Całe lata” (gościnnie: Dawid Podsiadło) | Taco Hemingway, Dawid Podsiadło                              | @atutowy                       | 4:19                           |
| 13.                            | „Niedziela” (gościnnie: schafter)        | Taco Hemingway, schafter                                     | Borucci, Zeppy Zep             | 4:52                           |
| 14.                            | „Main Stage Freestyle”                   | Taco Hemingway                                               | Borucci                        | 4:13                           |
| 15.                            | „Eineceiwśo 008-1”                       | Taco Hemingway                                               | Rumak                          | 2:43                           |
|                                |                                          |                                                              |                                | 52:47                          |

| Lista utworów edycji cyfrowej | Lista utworów edycji cyfrowej            | Lista utworów edycji cyfrowej                                | Lista utworów edycji cyfrowej | Lista utworów edycji cyfrowej |
| Nr                            | Tytuł utworu                             | Autorstwo tekstu                                             | Produkcja muzyczna            | Długość                       |
| ----------------------------- | ---------------------------------------- | ------------------------------------------------------------ | ----------------------------- | ----------------------------- |
| 1.                            | „#1 – wielkomiejska bezsenność”          | Taco Hemingway                                               | Zeppy Zep                     | 1:54                          |
| 2.                            | „1-800-Oświecenie”                       | Taco Hemingway                                               | Rumak                         | 2:51                          |
| 3.                            | „#2 – grzęznąć w ciszy”                  | Taco Hemingway                                               | Zeppy Zep                     | 0:22                          |
| 4.                            | „Cichosza” (gościnnie: Otsochodzi)       | Taco Hemingway, Otsochodzi, Grzegorz Turnau, Michał Zabłocki | Zeppy Zep                     | 3:15                          |
| 5.                            | „#3 – tutto passa”                       | Taco Hemingway                                               | Zeppy Zep                     | 0:52                          |
| 6.                            | „Gelato”                                 | Taco Hemingway                                               | Rumak                         | 3:16                          |
| 7.                            | „Tu Radio Marmur #1”                     | Taco Hemingway                                               | Rumak                         | 0:24                          |
| 8.                            | „Może to coś zmieni?”                    | Taco Hemingway, Edyta Bartosiewicz                           | @atutowy                      | 3:08                          |
| 9.                            | „Pakiet Platinium”                       | Taco Hemingway                                               | Rumak                         | 3:16                          |
| 10.                           | „#4 – neseser”                           | Taco Hemingway                                               | Zeppy Zep                     | 0:56                          |
| 11.                           | „Makarena Freestyle”                     | Taco Hemingway                                               | Rumak                         | 3:29                          |
| 12.                           | „#5 – głosówki do redakcji”              | Taco Hemingway                                               | Rumak                         | 1:03                          |
| 13.                           | „Mix sałat” (gościnnie: Daria Zawiałow)  | Taco Hemingway, Daria Zawiałow                               | Zeppy Zep                     | 2:53                          |
| 14.                           | „#6 – dobry jak dobry”                   | Taco Hemingway                                               | Zeppy Zep                     | 0:46                          |
| 15.                           | „Codziennie”                             | Taco Hemingway                                               | @atutowy                      | 2:12                          |
| 16.                           | „#7 – praca domowa”                      | Taco Hemingway                                               | Zeppy Zep                     | 0:21                          |
| 17.                           | „1000 dni freestyle”                     | Taco Hemingway                                               | Zeppy Zep                     | 1:38                          |
| 18.                           | „Tu Radio Marmur #2”                     | Taco Hemingway                                               | @atutowy                      | 0:18                          |
| 19.                           | „Nametag” (gościnnie: schafter i Oki)    | Taco Hemingway, Oki, schafter                                | @atutowy                      | 3:03                          |
| 20.                           | „#8 – kącik konspiracyjny”               | Taco Hemingway                                               | Zeppy Zep                     | 0:43                          |
| 21.                           | „Całe lata” (gościnnie: Dawid Podsiadło) | Taco Hemingway, Dawid Podsiadło                              | @atutowy                      | 3:57                          |
| 22.                           | „#9 – słyszy pan?”                       | Taco Hemingway                                               | Zeppy Zep                     | 0:21                          |
| 23.                           | „Niedziela” (gościnnie: schafter)        | Taco Hemingway, schafter                                     | Borucci, Zeppy Zep            | 3:25                          |
| 24.                           | „#10 – jestem”                           | Taco Hemingway                                               | Zeppy Zep                     | 1:26                          |
| 25.                           | „Main Stage Freestyle”                   | Taco Hemingway                                               | Borucci                       | 4:05                          |
| 26.                           | „#11 – lusterko wsteczne”                | Taco Hemingway                                               | Rumak                         | 0:42                          |
| 27.                           | „Eineceiwśo 008-1”                       | Taco Hemingway                                               | Rumak                         | 2:08                          |
|                               |                                          |                                                              |                               | 52:44                         |

Dodatkowe informacje
- W wydaniu fizycznym przerywniki między utworami są umieszczone na końcu ich ścieżek, zaś w wersji cyfrowej (z wyjątkiem serwisu YouTube) zostały wyodrębnione[58].
- W wydaniu fizycznym utwór „Wielkomiejska bezsenność” ma zapis stylizowany „☏ wielkomiejska bezsenność”.
- „Cichosza” zawiera elementy utworu „Cichosza” w wykonaniu Grzegorza Turnaua (autorstwo: Grzegorz Turnau i Michał Zabłocki)[5].
- „Może to coś zmieni?” zawiera sample z utworu „Jenny” w wykonaniu Edyty Bartosiewicz (autorstwo: Edyta Bartosiewicz)[5].

## Personel
Opracowano na podstawie poligrafii dołączonej do albumu.
Muzycy i produkcja muzyczna
- Taco Hemingway – teksty, rap, śpiew, scenariusz
- @atutowy – produkcja muzyczna, identyfikacja dźwiękowa, projektowanie dźwięku, realizacja i produkcja wokali, wokal wspierający, głos gościnny
- Edyta Bartosiewicz – głos gościnny
- Borucci – produkcja muzyczna
- Michał Chwiałkowski – produkcja wykonawcza, głos gościnny
- Holak – gitara
- Kinga Jankowska – głos gościnny
- Maciej Konca – głos gościnny
- Iga Lis – głos gościnny
- Mama – głos gościnny
- Oki – rap, głos gościnny
- Otsochodzi – rap, głos gościnny
- Dawid Podsiadło – śpiew, głos gościnny
- Jan Porębski – produkcja wykonawcza, głos gościnny
- Rumak – produkcja muzyczna, identyfikacja dźwiękowa, projektowanie dźwięku, głos gościnny
- schafter – rap, głos gościnny
- Rafał Smoleń – miksowanie, mastering
- Anna Szczepańska – głoś gościnny
- Tata – głos gościnny
- Grzegorz Turnau – głos gościnny
- Mimi Wydrzyńska – wokal wspierający, głos gościnny
- Young Leosia – głos gościnny
- Daria Zawiałow – śpiew, głos gościnny
- Zeppy Zep – produkcja muzyczna, identyfikacja dźwiękowa, projektowanie dźwięku

Nagrania odbyły się w RHW Studio w Warszawie.
Oprawa graficzna
- Michał Będkowski – zdjęcia dodawane do wersji w przedsprzedaży
- Mikołaj Chocieszyński – digitech
- Piotr Dudek – malunek na okładce
- Kinga Jankowska – zdjęcia dodawane do wersji w przedsprzedaży
- Maciej Konca – zdjęcia dodawane do wersji w przedsprzedaży
- Iga Lis – zdjęcia dodawane do wersji w przedsprzedaży
- Ola Niepsuj – projekt tytułów i logotypów
- Łukasz Partyka – dyrekcja artystyczna
- Jan Porębski – zdjęcia dodawane do wersji w przedsprzedaży
- Łucja Siwek – fryzury i makijaż
- Konrad Sławiński – stylista
- Yan Wasiuchnik – zdjęcia
- Anna Witko – scenografia

## Pozycje na listach przebojów

### Album
| Notowanie                | Najwyższa pozycja | Źr.    |
| ------------------------ | ----------------- | ------ |
| OLiS                     | 1                 | [ 36 ] |
| OLiS – albumy fizycznie  | 1                 | [ 37 ] |
| OLiS – albumy w streamie | 1                 | [ 38 ] |

| Notowanie                | Najwyższa pozycja | Źr.    |
| ------------------------ | ----------------- | ------ |
| OLiS                     | 1                 | [ 43 ] |
| OLiS – albumy fizycznie  | 1                 | [ 43 ] |
| OLiS – albumy w streamie | 14                | [ 43 ] |

| Notowanie                | Najwyższa pozycja | Źr.    |
| ------------------------ | ----------------- | ------ |
| OLiS                     | 8                 | [ 59 ] |
| OLiS – albumy fizycznie  | 5                 | [ 60 ] |
| OLiS – albumy w streamie | 20                | [ 61 ] |

### Utwory
| Tytuł                                                    | Najwyższe pozycje | Najwyższe pozycje | Najwyższe pozycje |
| Tytuł                                                    | OLiS str.         | BB POL            | SPO (POL)         |
| -------------------------------------------------------- | ----------------- | ----------------- | ----------------- |
| „#1 – wielkomiejska bezsenność”                          | –                 | 20                | 20                |
| „1-800-Oświecenie”                                       | 8                 | 8                 | 7                 |
| „Cichosza”                                               | 1                 | 1                 | 1                 |
| „#3 – tutto passa”                                       | –                 | –                 | 18                |
| „Gelato”                                                 | 2                 | 2                 | 1                 |
| „Może to coś zmieni?”                                    | 12                | 10                | 9                 |
| „Pakiet Platinium”                                       | 5                 | 4                 | 4                 |
| „#4 – neseser”                                           | –                 | –                 | 22                |
| „Makarena Freestyle”                                     | 4                 | 3                 | 3                 |
| „#5 – głosówki do redakcji”                              | –                 | 25                | 30                |
| „Mix sałat”                                              | 6                 | 5                 | 5                 |
| „#6 – dobry jak dobry”                                   | –                 | –                 | 26                |
| „Codziennie”                                             | 16                | 16                | 14                |
| „1000 dni freestyle”                                     | 18                | 18                | 15                |
| „Nametag”                                                | 3                 | 3                 | 3                 |
| „#8 – kącik konspiracyjny”                               | –                 | –                 | 28                |
| „Całe lata”                                              | 2                 | 2                 | 2                 |
| „Niedziela”                                              | 17                | 17                | 17                |
| „#10 – jestem”                                           | –                 | –                 | 34                |
| „Main Stage Freestyle”                                   | 15                | 15                | 12                |
| „#11 – lusterko wsteczne”                                | –                 | –                 | 37                |
| „Eineceiwśo 008-1”                                       | 22                | 21                | 31                |
| „ –” oznacza, że utwór nie był notowany na danej liście. |                   |                   |                   |

| Notowanie                | Utwór    | Najwyższa pozycja | Źr.    |
| ------------------------ | -------- | ----------------- | ------ |
| OLiS – single w streamie | „Gelato” | 79                | [ 65 ] |

## Certyfikaty sprzedaży

### Album
| Certyfikat         | Liczba egzemplarzy | Data                 |
| ------------------ | ------------------ | -------------------- |
| złota płyta        | 15 000             | 4 października 2023  |
| platynowa płyta    | 30 000             | 5 października 2023  |
| 2× platynowa płyta | 60 000             | 18 października 2023 |
| 3× platynowa płyta | 90 000             | 24 stycznia 2024     |
| 4× platynowa płyta | 120 000            | 5 czerwca 2024       |
| diamentowa płyta   | 150 000            | 20 listopada 2024    |

### Utwory
| Utwór                 | Certyfikat      | Liczba egzemplarzy | Data                 |
| --------------------- | --------------- | ------------------ | -------------------- |
| „Cichosza”            | złota płyta     | 25 000             | 24 stycznia 2024     |
| „Gelato”              | złota płyta     | 25 000             | 4 października 2023  |
| „Gelato”              | platynowa płyta | 50 000             | 18 października 2023 |
| „Może to coś zmieni?” | złota płyta     | 25 000             | 24 stycznia 2024     |
| „Pakiet Platinium”    | złota płyta     | 25 000             | 24 stycznia 2024     |
| „Makarena Freestyle”  | złota płyta     | 25 000             | 4 października 2023  |
| „Makarena Freestyle”  | platynowa płyta | 50 000             | 24 stycznia 2024     |
| „Mix sałat”           | złota płyta     | 25 000             | 24 stycznia 2024     |
| „Nametag”             | złota płyta     | 25 000             | 24 stycznia 2024     |
| „Całe lata”           | złota płyta     | 25 000             | 25 października 2023 |
| „Całe lata”           | platynowa płyta | 50 000             | 24 stycznia 2024     |